# Харадра
Харадра или Братинища (на гръцки: Χαράδρα, катаревуса Χάραδρος, Харадрос, до 1927 година Μπρατίνιστα, Братиниста) е село в Република Гърция, област Централна Македония, дем Бер (Верия).

## География
Селото е разположно на 15 километра южно от Бер (Верия), на 740 m в най-северните склонове на Голен (Колона).

## История

### Етимология
Според академик Иван Дуриданов името Братинища е първоначален патроним на -ишти < -itji от личното име Братин.

### В Османската империя
В XV век в Братанище са отбелязани поименно 53 глави на домакинства. Църквата край селото „Свети Илия“ е изписана в XVIII век.
В XIX век Братинища е гръцко село в Берска каза на Османската империя. Александър Синве („Les Grecs de l’Empire Ottoman. Etude Statistique et Ethnographique“) в 1878 година пише, че във Вратнища (Vratnista), Берска епархия, живеят 160 гърци. В 1900 година според Васил Кънчов („Македония. Етнография и статистика“) в Братинища (Брайнатъ) живеят 80 българи християни. По данни на секретаря на Българската екзархия Димитър Мишев („La Macédoine et sa Population Chrétienne“) в 1905 година в Братинища (Bratinichta) има 80 българи патриаршисти гъркомани.
В 1912 година е отбелязано като гъркоезично, християнско село.

### В Гърция
През войната в селото влизат гръцки части и след Междусъюзническата война в 1913 година то остава в Гърция. При преброяването от 1913 година в селото има 53 мъже и 42 жени. В 20-те години в селото не са настанявани гърци бежанци. В 1927 година е прекръстено на Харадрос. В 1928 година селото е дадено като смесено местно-бежанско селище с 16 бежански семейства и 74 жители бежанци.
Селяните отглеждат предимно пшеница и се занимават и със скотовъдство.
| Година    | 1913 | 1920 | 1928 | 1940 | 1951 | 1961 | 1971 | 1981 | 1991 | 2001 | 2011 | 2021 |
| --------- | ---- | ---- | ---- | ---- | ---- | ---- | ---- | ---- | ---- | ---- | ---- | ---- |
| Население | 95   | 94   | 103  | 163  | 169  | 206  | 108  | 49   | 49   | 78   | 17   | 9    |